# Nadir Bluff
Das Nadir Bluff ist ein 2355 m hohes und steiles Kliff im ostantarktischen Viktorialand. In den Quartermain Mountains bildet es einen schulterartigen Vorsprung an der Ostflanke des Mount Feather.
Das New Zealand Geographic Board benannte das Kliff 1993 nach dem Nadir, dem Fußpunkt gegenüber dem Zenit.